# Saturn-Award-Verleihung 2012
Die 38. Saturn-Award-Verleihung fand am 26. Juli 2012 statt.
Erfolgreichste Produktionen mit je drei Auszeichnungen wurden Planet der Affen: Prevolution und Super 8.

## Nominierungen und Gewinner

### Film
| Kategorie                               | Preisträger                                                | Film                                               | Nominierungen |
| --------------------------------------- | ---------------------------------------------------------- | -------------------------------------------------- | --- |
| Bester Science-Fiction-Film             |                                                            | Planet der Affen: Prevolution                      | Captain America – The First Avenger Der Plan Ohne Limit Super 8 X-Men: Erste Entscheidung |
| Bester Horrorfilm                       |                                                            | Verblendung                                        | Contagion Take Shelter – Ein Sturm zieht auf The Thing The Devil’s Double The Grey – Unter Wölfen |
| Bester Fantasyfilm                      |                                                            | Harry Potter und die Heiligtümer des Todes: Teil 2 | Thor Krieg der Götter Hugo Cabret Die Muppets Midnight in Paris |
| Bester Action-/Adventure-/Thriller-Film |                                                            | Mission: Impossible – Phantom Protokoll            | Fast Five Red Tails Gefährten Sherlock Holmes: Spiel im Schatten Der Mandant |
| Bester internationaler Film             |                                                            | Die Haut, in der ich wohne                         | Attack the Block Largo Winch – Tödliches Erbe Melancholia Point Blank – Aus kurzer Distanz Trollhunter |
| Bester Animationsfilm                   |                                                            | Der gestiefelte Kater                              | Rango Die Abenteuer von Tim und Struppi – Das Geheimnis der Einhorn Cars 2 Rio Kung Fu Panda 2 |
| Beste Regie                             | J. J. Abrams                                               | Super 8                                            | Steven Spielberg für Die Abenteuer von Tim und Struppi – Das Geheimnis der Einhorn Rupert Wyatt für Planet der Affen: Prevolution Brad Bird für Mission: Impossible – Phantom Protokoll Martin Scorsese für Hugo Cabret David Yates für Harry Potter und die Heiligtümer des Todes: Teil 2 |
| Bestes Drehbuch                         | Jeff Nichols                                               | Take Shelter – Ein Sturm zieht auf                 | Mike Cahill & Brit Marling für Another Earth John Logan für Hugo Cabret Rick Jaffa & Amanda Silver für Planet der Affen: Prevolution Woody Allen für Midnight in Paris J. J. Abrams für Super 8 |
| Bester Schnitt                          | Paul Hirsch                                                | Mission: Impossible – Phantom Protokoll            | Maryann Brandon und Mary Jo Markey für Super 8 Mark Day für Harry Potter und die Heiligtümer des Todes: Teil 2 Michael Kahn für Die Abenteuer von Tim und Struppi – Das Geheimnis der Einhorn Kelly Matsumoto, Fred Raskin und Christian Wagner für Fast & Furious Five Thelma Schoonmaker für Hugo Cabret |
| Beste Spezialeffekte                    | R. Christopher White Joe Letteri Dan Lemmon Daniel Barrett | Planet der Affen: Prevolution                      | David Vickery, Greg Butler, John Richardson & Tim Burke für Harry Potter und die Heiligtümer des Todes: Teil 2 Wayne Stables, Jamie Beard, Matthias Menz, Matt Aitken, Joe Letteri & Keith Miller für Die Abenteuer von Tim und Struppi – Das Geheimnis der Einhorn Kim Libreri, Russell Earl, Steve Riley & Dennis Muren für Super 8 John Frazier, Scott Farrar, Scott Benza & Matthew E.Butler für Transformers 3 Paul Corbould, Christopher Townsend & Mark G. Soper für Captain America – The First Avenger |
| Beste Musik                             | Michael Giacchino                                          | Super 8                                            | John Williams für Die Abenteuer von Tim und Struppi – Das Geheimnis der Einhorn Michael Giacchino für Mission: Impossible – Phantom Protokoll John Williams für Gefährten Alan Silvestri für Captain America – The First Avenger Howard Shore für Hugo Cabret |
| Beste Ausstattung                       | Dante Ferretti                                             | Hugo Cabret                                        | Stuart Craig für Harry Potter und die Heiligtümer des Todes: Teil 1 Tom Foden für Krieg der Götter Rick Heinrichs für Captain America – The First Avenger Kim Sinclair für Die Abenteuer von Tim und Struppi – Das Geheimnis der Einhorn Bo Welch für Thor |
| Bestes Kostüm                           | Alexandra Byrne                                            | Thor                                               | Jenny Beavan für Sherlock Holmes: Spiel im Schatten Jany Temime für Harry Potter und die Heiligtümer des Todes: Teil 2 Lisy Christl für Anonymus Anna B. Sheppard für Captain America – The First Avenger Sandy Powell für Hugo Cabret |
| Bestes Make-Up                          | Fran Needham Conor O’Sullivan Dave Elsey                   | X-Men: Erste Entscheidung                          | Amanda Knight & Nick Dudman für Harry Potter und die Heiligtümer des Todes: Teil 2 Nikoletta Skarlatos, Annick Chartier & Adrien Morot für Krieg der Götter Tom Woodruff Jr. & Alec Gillis für The Thing Scott Wheeler & Shaun Smith für Conan David Martí & Kazujiro Tsuji für Die Haut, in der ich wohne |
| Bester Hauptdarsteller                  | Michael Shannon                                            | Take Shelter – Ein Sturm zieht auf                 | Ben Kingsley für Hugo Cabret Tom Cruise für Mission: Impossible – Phantom Protokoll Dominic Cooper für The Devil’s Double Chris Evans für Captain America – The First Avenger Antonio Banderas für Die Haut, in der ich wohne |
| Beste Hauptdarstellerin                 | Kirsten Dunst                                              | Melancholia                                        | Keira Knightley für Eine dunkle Begierde Elizabeth Olsen für Martha Marcy May Marlene Rooney Mara für Verblendung Jessica Chastain für Take Shelter Brit Marling für Another Earth |
| Bester Nebendarsteller                  | Andy Serkis                                                | Planet der Affen: Prevolution                      | Harrison Ford für Cowboys & Aliens Alan Rickman für Harry Potter und die Heiligtümer des Todes: Teil 2 Tom Hiddleston für Thor Stanley Tucci für Captain America – The First Avenger Ralph Fiennes für Harry Potter und die Heiligtümer des Todes: Teil 2 |
| Beste Nebendarstellerin                 | Emily Blunt                                                | Der Plan                                           | Paula Patton für Mission: Impossible – Phantom Protokoll Elena Anaya für Die Haut, in der ich wohne Lin Shaye für Insidious Emma Watson für Harry Potter und die Heiligtümer des Todes: Teil 2 Charlotte Gainsbourg für Melancholia |
| Bester Nachwuchsschauspieler            | Joel Courtney                                              | Super 8                                            | Asa Butterfield für Hugo Cabret Elle Fanning für Super 8 Dakota Goyo für Real Steel Chloë Moretz für Hugo Cabret Saoirse Ronan für Wer ist Hanna? |

### Fernsehen
| Kategorie                             | Preisträger     | Film                        | Nominierungen |
| ------------------------------------- | --------------- | --------------------------- | --- |
| Beste Fernsehpräsentation             |                 | The Walking Dead            | Camelot Falling Skies Game of Thrones The Killing Torchwood: Miracle Day Trek Nation |
| Beste Network-Fernsehserie            |                 | Fringe – Grenzfälle des FBI | A Gifted Man Grimm Once Upon a Time – Es war einmal… Supernatural Terra Nova |
| Beste Syndication-/Kabel-Fernsehserie |                 | Breaking Bad                | American Horror Story The Closer Dexter Leverage True Blood |
| Beste Jugendserie                     |                 | Teen Wolf                   | Being Human Doctor Who The Nine Lives of Chloe King The Secret Circle Vampire Diaries |
| Bester TV-Hauptdarsteller             | Bryan Cranston  | Breaking Bad                | Sean Bean für Game of Thrones Michael C. Hall für Dexter Timothy Hutton für Leverage Dylan McDermott für American Horror Story Noah Wyle für Falling Skies                                                                |
| Beste TV-Hauptdarstellerin            | Anna Torv       | Fringe – Grenzfälle des FBI | Mireille Enos für The Killing Lena Headey für Game of Thrones Jessica Lange für American Horror Story Eve Myles für Torchwood: Miracle Day Kyra Sedgwick für The Closer                                                   |
| Bester TV-Nebendarsteller             | Aaron Paul      | Breaking Bad                | Giancarlo Esposito für Breaking Bad Kit Harington für Game of Thrones Joel Kinnaman für The Killing John Noble für Fringe – Grenzfälle des FBI Bill Pullman für Torchwood: Miracle Day Norman Reedus für The Walking Dead |
| Beste TV-Nebendarstellerin            | Michelle Forbes | The Killing                 | Lauren Ambrose für Torchwood: Miracle Day Jennifer Carpenter für Dexter Frances Conroy für American Horror Story Lana Parrilla für Once Upon a Time – Es war einmal… Beth Riesgraf für Leverage                           |
| Bester TV-Gastdarsteller              | Tom Skerritt    | Leverage                    | Steven Bauer für Breaking Bad Orla Brady für Fringe – Grenzfälle des FBI Mark Margolis für Breaking Bad Edward James Olmos für Dexter Zachary Quinto für American Horror Story                                            |

### Homevideo
| Kategorie                                        | Preisträger | Film                                                     | Nominierungen |
| ------------------------------------------------ | ----------- | -------------------------------------------------------- | --- |
| Beste DVD-Veröffentlichung                       |             | Die Atlas Trilogie – Wer ist John Galt? The Perfect Host | 13 City of Life and Death – Das Nanjing Massaker The Double Bulletproof Gangster The Reef – Schwimm um dein Leben |
| Beste DVD-Veröffentlichung einer Special-Edition |             | Metropolis (für die Giorgio-Moroder-Bearbeitung)         | Citizen Kane (für die 70th Anniversary Ultimate Collector’s Edition) Mimic – Angriff der Killerinsekten (für den Director’s Cut) Das Phantom der Oper (für die Blu-Ray Disc Version) Rocketeer (für die 20th Anniversary Edition) Charlie und die Schokoladenfabrik (für die 40th Anniversary Collector’s Edition) |
| Beste DVD-Veröffentlichung einer Fernsehserie    |             | Spartacus: Gods of the Arena                             | Die Sieben-Millionen-Dollar-Frau (für Staffel 2–3) Camelot (für Staffel 1) Farscape (für die komplette Serie) Nikita (für Staffel 1) Twilight Zone (für Staffel 3–5) |
| Beste DVD-Kollektion                             |             | Stanley Kubrick: The Essential Collection                | Jurassic Park Ultimate Trilogy The Lord of the Rings: The Motion Picture Trilogy (Extended Editions) Star Wars: The Complete Saga Superman: The Motion Picture Anthology, 1978-2006 |

### Ehrenpreise
| Kategorie                 | Preisträger                                           | Film         | Nominierungen |
| ------------------------- | ----------------------------------------------------- | ------------ | ------------- |
| George Pal Memorial Award | Martin Scorsese                                       |              |               |
| Life Career Award         | James Remar Frank Oz                                  |              |               |
| Filmmakers Showcase Award | Drew Goddard                                          |              |               |
| Milestone Award           |                                                       | Die Simpsons |               |
| Innovator Award           | Robert Kirkman                                        |              |               |
| Appreciation Award        | Jeffrey Ross (für die Präsentation der Saturn Awards) |              |               |